# 雙槍激鬥
《雙槍激鬥》（也稱為《槍神斯特拉托斯》），是由SQUARE ENIX與BYKING合作所推出的街機遊戲。於2012年7月12日推出。
在2014年12月9日舉辦的《Gunslinger Stratos》發表會活動上，SQUARE ENIX正式宣布該作將進軍PC線上遊戲，名為《Gunslinger Stratos Reloaded》。同時，官方也一併宣布《Gunslinger Stratos》將於2015年4月推出改編動畫。

## 遊戲介紹
- 本作由曾經開發《機動戰士GUNDAM 極限 VS.》的BYKING與SQUARE ENIX合作的新作大型電玩遊戲，以「線上對戰雙槍動作遊戲 」為主打，而世界觀及原案更是由著名腳本家和劇作家虛淵玄來完成[2]。
- 本作最大支持八人線上遊戲，即4對4進行分組對戰。遊戲模式分為「全國對戰」、「個人關卡戰」、「店鋪隊伍 V.S.全國對戰」以及「協力關卡戰」4種。
- 遊戲街機顯示裝置為60吋等離子屏，畫面輸出可以實現全高清60幀畫面。遊戲採用特殊的「雙槍控制器（Doubleg Gun Device）」遊玩，遊戲中可因應戰況改變雙槍控制器的組合來切換成不同型態的武器，包括雙槍控制器各自獨立運作的「雙槍型態（Double Gun Style）」，將雙槍控制器左右並列合體變形為散彈槍或機關槍的「側邊型態（Side Style）」，將雙槍控制器前後串列合體變形為光束砲、波動砲或火箭砲的「前後型態（Tandem Style）」。

## 作品設定

### 故事
西元2115年。過去被稱為「日本」的國家分裂為兩個世界。一個是只有強者能夠生存、自由且無法律拘束的無法地帶「Frontier S」；另一個則是能夠安定的生活、但是失去所有自由、備受管理的「第十七極東帝都管理區」。當兩個世界開始融合為一，為了生存，世界選擇了毀滅彼此───
邊境S（フロンティアS）
日本的其中一個未來。因災害令所有文明被毀滅，法規秩序全無的國家。弱肉強食是一種理念，更可以說該國家是完全自由的。但Frontier S以外的國家仍然存在。（以下的亞倫·伯勒斯的設定描述為美國軍方士兵）
第十七極東帝都管理區
日本的其中一個未來。因災害令国债券過度膨脹，並造成經濟崩潰，其債務處理由跨國公司“麥基洗德”全權接管。因為變成了企業私有地而完全喪失了國家主權。看似和平，但實質不允許任何思想或情感自由。

### 玩家角色
風澄澈（聲：阿部敦）
男主角，16歲。從在已經廢墟化都市中獨自生存的孤兒到擔任自警團「巴斯蒂安」的隊長（Frontier S），以及是以孤兒身份只靠著獎學金就讀麥基洗德營運的幹部養成學校「大角星學園」的學生兼所屬班級班長（第十七極東帝都管理區）。照顧同伴具責任感，英雄型的少年。
片桐鏡華（聲：金元壽子）
16歲。暴力圑片桐組組長（Frontier S）和麥基洗德董事（第十七極東帝都管理區）的女兒，並作為巴斯蒂安的非正式成員（Frontier S）和大角星學園學級委員輔佐（第十七極東帝都管理區）。會根據對手不同性格搖身一變、貫徹戀情的少女。喜歡澈，相對的討厭身為兄長的鏡磨，並且多度將其企圖打倒徹的計畫破解。
片桐鏡磨（聲：西田雅一）
17歲。暴力圑片桐組組長（Frontier S）和麥基洗德董事（第十七極東帝都管理區）之子，非常溺愛鏡華的兄長。自尊心高而且性格耿直，敵視風澄徹並將徹視為最大的敵人。
龍膽靜音（聲：植田佳奈）
15歲。表面是片桐鏡磨的女僕以及保鏢，其實是暗殺者一族的後裔。喜歡鏡磨，會對鏡磨的敵對者和附近的女性發動無情的攻勢，也因而對鏡華相當嫉妒。
雷米·奧德納（聲：澤城美雪）
11歲，天生具有超能力。有著幼少時因為過失誤殺自己雙親的黑暗過去。以後被布賴恩博士收留，並當成了實驗材料，造成了性急而殘忍的性格。同樣作為巴斯蒂安的成員（Frontier S）和大角星學園的學生（第十七極東帝都管理區）喜歡鏡華，也因而嫉妒徹。
亞倫·伯勒斯（聲：子安武人）
27歲，經歷無數次戰役、質樸而剛毅的職業軍人。第一次Operation Stratos的少數倖存者之一。
奧爾加·珍寧（聲：大原沙耶香）
22歲，在黑暗世界活躍的自由工作員。狙擊、爆破活動的專家。本名龍膽奧爾加，為靜音的姐姐。
草陰稜（聲：保志總一朗）
16歲，有著容姿端麗的中性外貌，但為了隱藏外貌而打了個其崇拜的忍者裝扮的未來忍者，能力是可以信任的。
羅漢堂旭（聲：小山力也）
20歲，將重火器（加特林機槍）和雙手結合，繼承古代不良少年文化的硬漢，率領某愚連隊的番長。
喬納森·西斯摩爾（聲：小林由美子）
15歲，駕駛自行製造的大型戰鬥裝甲加入戰鬥的天才發明少年。
ξ988（聲：藤田咲）
Ver.1.21追加角色。布賴恩博士製作的戰鬥機械人。
真加部主水（聲：秋元羊介）
Ver.1.30追加角色。古流武術·真加部流的中年一代宗師。
露莎（聲：早見沙織）
Ver.1.43追加角色。電子戰與分析天才的年輕女性。
篠生茉莉（聲：伊瀨茉莉也）
Ver.1.45追加角色。駕駛自行改造自現有的大型戰鬥裝甲加入戰鬥的天才少女。
斯里尼瓦瑟（聲：大川透）
Ver.1.60追加角色。雖然是全盲，但能力是藉由對聲音出色的聯覺感「看」穿周圍景色的年輕印度音樂家。

### 2的追加角色
里加爾德·瑪爾提尼（聲：諏訪部順一）
蘇芳司（聲：立花慎之介）
綾小路咲良（聲：北原知奈）
天堂寺莎菈（聲：日笠陽子）
羅漢堂凜（聲：齋藤千和）
水影虎之丞（聲：藤原啓治）

### 其他
聲：水樹奈奈
水潟九美（聲：水樹奈奈）

## 電視動畫

### 故事簡介
「2015年，『我』與『我』所爭奪的未來。」
22世紀。在過去曾有著被稱為「日本」的國家存在的列島，現在被稱作「第十七極東帝都管理區」，是一個透過束縛來換取安定生活的世界，所有人都相信如此安樂的日子會一直持續下去。
然而，無人知曉的大危機卻悄悄襲擊了這個社會。一種名為「Degration」的疾病逐漸蔓延。
「Degration」是一種會使活著的人如同沙子般消滅的罕見疾病，實際上是這個世界正慢慢地被侵蝕。而普通的學生「風澄徹」被捲入了另一個世界「Frontier S」的鬥爭，與「另一個世界的他」互相對決。
衝突的兩個未來、交錯的少年───「兩個世界能夠得救嗎？」

### 製作人員
- 原作：SQUARE ENIX
- 原案：虚渊玄
- 監督：江崎慎平
- 助監督：富田浩章
- 腳本製作：Nitro+
- 系列構成：海法紀光（Nitro+）
- 角色設計：横田晋一
- 副角色設計：清水裕輔
- 槍械設定：渡邊浩二
- 概念設計：竹内志保、渡邊浩二
- 動作動畫師：徳野悠我、板井寛樹
- 美術設定：池田繁美、大久保修一、友野加世子
- 美術監督：池田繁美、丸山由紀子
- 色彩設計：土居真紀子
- 攝影監督：荻原健
- CG導演：門間和彌
- 編輯：後藤正浩
- 音響監督：三間雅文
- 音樂：小林哲也
- 音樂制作：Aniplex
- 監製：足立和紀、小林秀一、瀧田真弓、北澤晋一郎、大和田智之、江口聰
- 動畫監製：外崎真
- 動畫制作：A-1 Pictures
- 製作：Aniplex、SQUARE ENIX、TOKYO MX、日本BS放送、KADOKAWA ASCII Media Works

### 主題曲
片頭曲「vanilla sky」
作詞：meg rock，作曲：溝口雅大，編曲：阿部尚徳（GARNiDELiA），主唱：綾野真白
片尾曲「MIRAI」
作詞：（水橋舞），作曲：阿部尚徳，編曲、主唱：GARNiDELiA
插入曲「pledge」（第6話、TV版第12話）
作詞：（水橋舞）、阿部尚徳，作曲：阿部尚徳，編曲、主唱：GARNiDELiA

### 各話列表
| 話數                  | 日文標題 | 中文標題          | 劇本       | 分鏡              | 演出                | 作畫監督                                                                             | 總作畫監督        |
| --------------------- | -------- | ----------------- | ---------- | ----------------- | ------------------- | ------------------------------------------------------------------------------------ | ----------------- |
| OPERATION 01          |          | 戰端 另一個我     | 海法紀光   | 江崎慎平          | 江崎慎平 林直孝     | 横田晋一、清水裕輔 渡邊浩二                                                          | 横田晋一          |
| OPERATION 02          |          | 覺悟 結束的世界   | 森瀨繚     | 富田浩章          | 富田浩章            | 三浦龍、若山政志                                                                     | 清水裕輔          |
| OPERATION 03          |          | 出擊 凛然而夢幻   | 森瀨繚     | 大畑晃一          | 工藤利春            | 兒玉亮二、酒井智史 藤原宏樹、中島裕里 久原陽子、園瀨基 野野下伊織                    | 渡邊浩二          |
| OPERATION 04          |          | 對決 時間守護者   | 小太刀右京 | 奥野浩行          | 奥野浩行            | 小澤圓、萩原正人 松原榮介、B.FRAME                                                   | 横田晋一          |
| OPERATION 05          |          | 啟示 兩段歷史     | 三輪清宗   | 尾崎隆晴          | 尾崎隆晴            | 栗原優、宇佐美皓一                                                                   | 清水裕輔          |
| OPERATION 06          |          | 漂流 另一個世界   | 森瀨繚     | 後藤圭二          | 山田弘和            | 荒木裕、藤田正幸 容洪、臼田美夫 堀内博之                                             | 渡邊浩二          |
| OPERATION 07          |          | 再會 苦澀的夢     | 海法紀光   | 林直孝            | 林直孝              | 野野下伊織、三浦龍 B.FRAME                                                           | 横田晋一          |
| OPERATION 08          |          | 戰場 流血的代價   | 小太刀右京 | 下司泰弘          | 下司泰弘            | 酒井智史、小澤圓 宇佐美皓一、兒玉亮                                                  | 清水裕輔          |
| OPERATION 09          |          | 急轉 傲慢的報應   | 三輪清宗   | 内田信吾          | 大和直道 今井友紀子 | 北島勇樹、高崎美里 園瀨基、栗原優 久原陽子、中島裕里 KIM HYUNOK                      | 渡邊浩二          |
| OPERATION 10          |          | 反擊 心緒的去向   | 森瀨繚     | 室井富美江        | 安藤健              | HWANG SEONG-WON                                                                      | 橫田晉一          |
| OPERATION 11          |          | 決戰 在時之終結處 | 小太刀右京 | 尾崎隆晴          | 尾崎隆晴            | 宇佐美皓一、栗原優 山本祐希江、長尾祐希子 小澤圓                                     | 清水裕輔          |
| OPERATION 12 （電視） |          | 邂逅 我們的未來   | 海法紀光   | 鹿間貴裕 江崎慎平 | 奥野浩行 江崎慎平   | 兒玉亮、三浦龍 酒井智史、德野悠我 藤原宏樹、小澤圓 關南、中島裕里 園瀨基             | 橫田晉一 渡邊浩二 |
| OPERATION 12 （網絡） |          | 歸還 風之去向     | 海法紀光   | 鹿間貴裕 富田浩章 | 奥野浩行 富田浩章   | 兒玉亮、三浦龍 酒井智史、德野悠我 藤原宏樹、小澤圓 關南、中島裕里 園瀨基、野野下伊織 | 橫田晉一 渡邊浩二 |